# 통영 그랑프리 동요제
통영 그랑프리 동요제는 2011년 12월 28일, 윤이상기념공원 메모리홀에서 개최한 동요 경연 대회다.
통영 그랑프리 동요제는, 재단법인 통영 국제 음악제가 주최, 주관하였으며, 2010년에서 2011년사이에 입상 실적이 있는 초등학생은 누구나 참여가 가능하였다.
통영 그랑프리 동요제는, 오선지 위에 꿈을 실은 어린이들이 마음껏 노래하고 자신의 재능을 발휘할 기회의 장을 마련하였으며, 입상자에게는 2012년에 열리는 윤이상 동요제에 참여할 수 있는 특전 기회를 주었다.
이번 동요제를 통하여 아이들에게 멋진 추억을 선사하고 어른들에게는 동심의 기회로 다가갈 수 있는 좋은 기회가 되었다.

## 입상자 명단
- 그랑프리상 - 참가번호 11번, 강서진
- 금상 - 참가번호 22번, 조소연 / 참가번호 24번, 울산노래터중창단
- 은상 - 참가번호 13번, 박채원 / 참가번호 18번, 쇼지히나
- 동상 - 참가번호 20번, 이호룡 / 참가번호 8번, 아롱다롱중창단 / 참가번호 4번, 박수연
- 특별상 - 참가번호 21번, 조정빈

## 같이 보기
- 통영 국제 음악제